# Туфахије
Туфахије су врста врло слатког десерта, колача, пореклом из Персије. На Балканско полуострво дошле су са турским освајачима. Туфахија означава слатко јело од куваних јабука у шећеру филованих орасима.

## Етимологија
Туфахија, множина туфахије. Потиче  турско tṹffahiye oд арапског (تفاح (tuffàh) - јабука).

## Припрема
Туфахије се припремају тако што се ољуште јабуке, очисте од семена и кувају у слаткој води уз додатак сока од лимуна.
Фил се прави од: маслаца, млевених ораха или бадема, павлаке, шећера и шлаг-пене. Такав колач се украшава вишњом на врху, а може се додавати џем од кајсија или другог воћа.
Посебно се прави фил тако што се умути маслац, беланце и слатка павлака. У умућену смесу додају се по жељи млевени ораси, млевени бадем и млевена кафа, док се не уједначи.
Филом се напуне јабуке и прелију шећерним сирупом (шербетом) и украсе шлагом. На врх сваке овако преливене јабуке се ставља вишња или трешња.
Туфахије се служе хладне.